# Чиль, Сюэда
Сюэда́ Чиль (тур. Süeda Çil; род. 25 июня 1969, Анкара) — турецкая актриса

 театра, кино и телевидения, помощник режиссёра и преподаватель.

## Биография
Сюэда Чиль родилась 11 мая 1969 года в Анкаре (Турция). Сначала она изучала экономику в Анатолийском университете, а затем поступила на театральный факультет Государственной консерватории Университета Мимара Синана. Она получила степень магистра в Университете Халич. После окончания консерватории и магистратуры в 2011 году, стала победительницей программы обучения 10 000 женщин-предпринимателей. Изучала предпринимательство в Университете Озиегин.

## Карьера
Чиль является артисткой Стамбульского городского театра, она присоединилась к штату городских театров в 1990 году после окончания университета. С 1982 года она снимается в фильмах и телесериалах, наиболее известна ролями в таких проектах, как «Тётя Адиле» (1982), «Беззаботные» (1996—1997), «Мне жаль, Лейла» (2000), «Моя волшебная мама» (2003—2006, 2011—2012), «Селена» (2006), «Все в одном доме» (2007), «Моя мама — ангел» (2008) и «Не отпускай мою руку» (2018). В 1996 году стала лауреатом премии Международного кинофестиваля Анкары в категории «Самая многообещающая актриса» за роль в фильме «Мужчина на улице», а также является обладательницей почётной премии Измирского кинофестиваля.
Помимо актёрства, Чиль работала помощником таких режиссёров, как Башар Сабунджу, Орхан Алкая, Шюкрю Тюрен и Неше Эрчетин.
С первого курса обучения в консерватории, Чиль преподавала в Бакыркёйском муниципальном театре, а затем и в других частных учреждениях и организациях. Она работала лектором в Стамбульском университете, Стамбульском университете Окан и Стамбульском университете нового века. Также преподавала публичные выступления в Бостонском институте публичных выступлений, язык тела, голос и актёрское мастерство в Кембриджском центре обучения взрослых, творческую драму в Университете Улудаг и базовую программу коучинга в Институте Дейла Карнеги. В 2016 году основала студию «süedaçil», в которой по-прежнему преподаёт.

## Личная жизнь
С 1994 по 1998 год Чиль была замужем за актёром Эрканом Джаном. У неё есть дочь, родившаяся в 2010-х годах.

## Фильмография
| Год       |    | Русское название                | Оригинальное название     | Роль                |
| --------- | -- | ------------------------------- | ------------------------- | ------------------- |
| 1982      | ф  | Тётя Адиле                      | Adile Teyze               |                     |
| 1992      | с  | Вспышка                         | Teleflaş                  |                     |
| 1993      | с  | Наш район                       | Bizim Mahalle             | Гюльчин             |
| 1995      | тф | Бездельники                     | Aylaklar                  |                     |
| 1995      | с  | Цветочное такси                 | Çiçek Taksi               |                     |
| 1995      | ф  | Мужчина на улице                | Sokaktaki Adam            |                     |
| 1996—1997 | с  | Беззаботные                     | Kaygısızlar               | Тербие Кайгысыз     |
| 1999      | с  | Змеиная история                 | Yılan Hikâyesi            |                     |
| 2000      | ф  | Дом ангелов                     | Melekler Evi              | Хатидже Ташчы       |
| 2000      | тф | Народный ребёнок                | Halk Çocuğu               | Мелош               |
| 2000      | с  | Мне жаль, Лейла                 | Üzgünüm Leyla             |                     |
| 2000      | с  | Няня                            | Dadı                      | таксистка Зарифе    |
| 2002      | ф  | Обними меня луна                | Gönlümdeki Köşk Olmasa    |                     |
| 2003      | ф  | Встреча                         | Karşılaşma                | женщина             |
| 2003—2012 | с  | Моя волшебная мама              | Sihirli Annem             | Фирузе              |
| 2004      | ф  | Покровительница                 | Patroniçe                 |                     |
| 2006      | с  | Врачи                           | Doktorlar                 |                     |
| 2007      | с  | Все в одном доме                | Hepsi 1                   | Хаджер              |
| 2007      | с  | Тонкая роза моей идеи           | Fikrimin İnce Gülü        |                     |
| 2008      | с  | Вне круга                       | Çemberin Dışında          | менеджер Неше       |
| 2008—2009 | с  | Моя мама — ангел                | Benim Annem Bir Melek     | Мелахат             |
| 2008—2010 | с  | Слежка                          | Kollama                   | Хюнер Йылдыз Йылмаз |
| 2010      | с  | Руководство по пониманию женщин | Kadınları Anlama Kılavuzu | Вильдан             |
| 2011—2012 | с  | Король королевства              | Alemin Kıralı             | Кантер Эмель        |
| 2013—2014 | с  | Два лица Стамбула               | Fatih Harbiye             | Зехра               |
| 2015      | ф  | Состав жизни                    | Can Tertip                |                     |
| 2015—2016 | с  | Королева мая                    | Mayıs Kraliçesi           |                     |
| 2016      | с  | Портящий игру                   | Oyunbozan                 | Сюмбюль             |
| 2017—2018 | с  | Слёзы небес                     | Cennet'in Gözyaşları      | Суна Гюрсу          |
| 2018      | с  | Не отпускай мою руку            | Elimi Bırakma             | Гёнюль              |
| 2022      | ф  | Вечная подружка невесты         | Sonsuza Dek Nedime        |                     |
| 2022      | с  | Катакулли 3: Ловушка            | Katakulli 3: Tuzak        |                     |
| 2022—2023 | с  | Доброта                         | İyilik                    | Хандан              |
| 2022—2023 | с  | Мои братья, мои сёстры          | Kardeşlerim               | Хюлья               |
| 2023      | с  | Сердце горы                     | Gönül Dağı                | Адиле               |